# U-Bahnhof Mümmelmannsberg

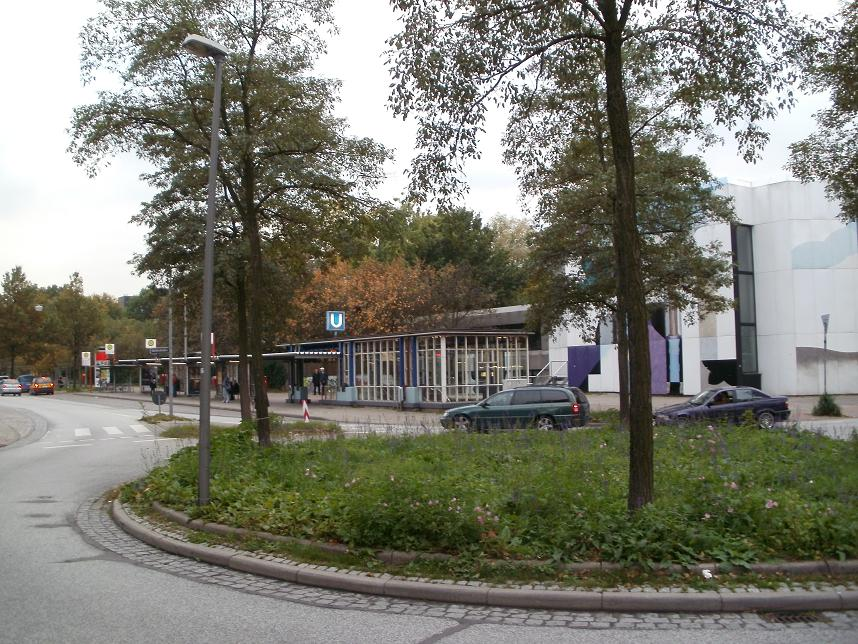
U-Bahn-Ausgang Kandinskyallee in Mümmelmannsberg

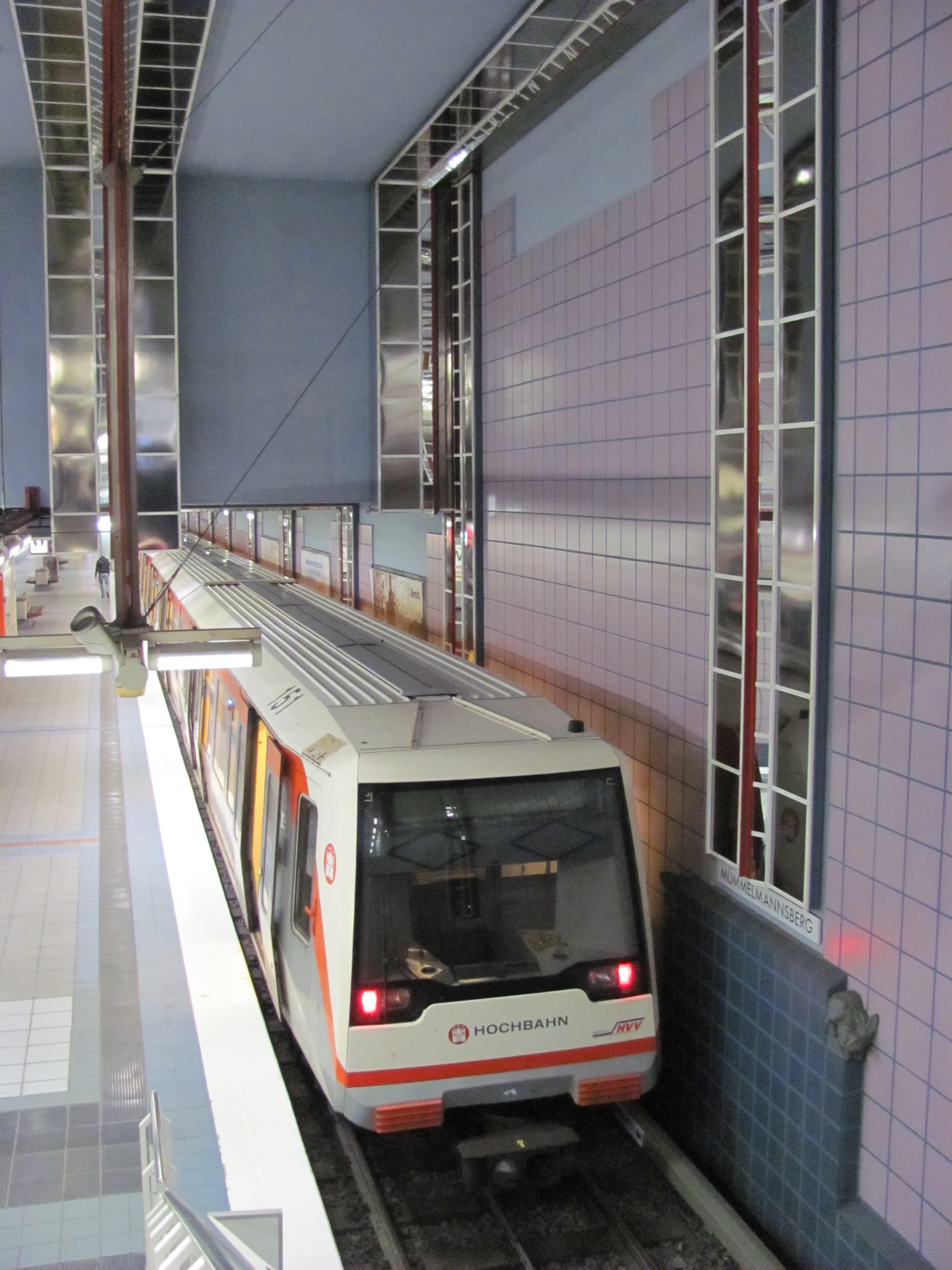
Wandgestaltung

Der U-Bahnhof Mümmelmannsberg ist der östliche Endpunkt der U-Bahn-Linie U2 im Hamburger Stadtteil Billstedt im Bezirk Hamburg-Mitte. Das Kürzel der Station bei der Betreiber-Gesellschaft Hamburger Hochbahn lautet „MG“. Der Bahnhof befindet sich unter der Kandinskyallee, der zentralen Achse des in den 1970er Jahren entstandenen Neubaugebietes Mümmelmannsberg am Ostrand der Stadt.
Die Eröffnung der in Nord-Süd-Richtung liegenden Station mit Zugängen an beiden Enden erfolgte am 29. September 1990. Sie ist barrierefrei zu erreichen. Der U-Bahnhof hat täglich 17.893 Ein- und Aussteiger (Mo–Fr, 2019).

## Geschichte
Die Planungen für einen U-Bahnhof bei der in den 1970er Jahren errichteten Großsiedlung Mümmelmannsberg gehen bis in die 1960er Jahre zurück. Die damals geplante Station, die einen Verlauf unter der Straße Mümmelmannsberg über Kirchsteinbek nach Billstedt vorsah, wurde aber nicht verwirklicht. Stattdessen wurde ab 1987 der von Timm Ohrt und Hille von Seggern entworfene U-Bahnhof an der Straßenkreuzung Kandinskyallee/Mümmelmannsberg gebaut. Der Bahnhof wurde als Mehrzweckbau errichtet und am 29. September 1990 eröffnet.
Zunächst wurde der Bahnhof von der Linie U3 bedient. Am 29. Juni 2009 tauschten die Linien U2 und U3 die östlichen Äste, seitdem wird Mümmelmannsberg von der U2 angefahren; die U3 übernahm den vorher von der U2 bedienten Abschnitt nach Wandsbek-Gartenstadt.

## Infrastruktur
Der U-Bahnhof ist mit einem Mittelbahnsteig ausgestattet. Zugänge zu den Bahnsteigen befinden sich dabei an beiden Bahnsteigenden, wobei die Zugänge am südlichen Bahnsteigende zu den Bushaltestellen führen. Zusätzlich befindet sich ungefähr mittig vom Bahnsteig ein Aufzug, der ohne mögliche Zwischenhalte vom Bahnsteig zur Straßenebene führt.

## Auszeichnungen
- Bauwerk des Jahres 1990, verliehen vom Architekten- und Ingenieurverein Hamburg